# Йоркские городские стены
Йоркские городские стены (англ. York city walls) — фортификационное сооружение в центре Йорка в Англии. Построенный ещё римлянами крепостной комплекс не один век защищал город, в связи с чем фортификация также известна как Римские стены (англ. Roman walls). Крепостные стены долгое время играли свою оборонную роль, из-за чего большинство укреплений сохранились до наших дней.

## История

### Римские стены

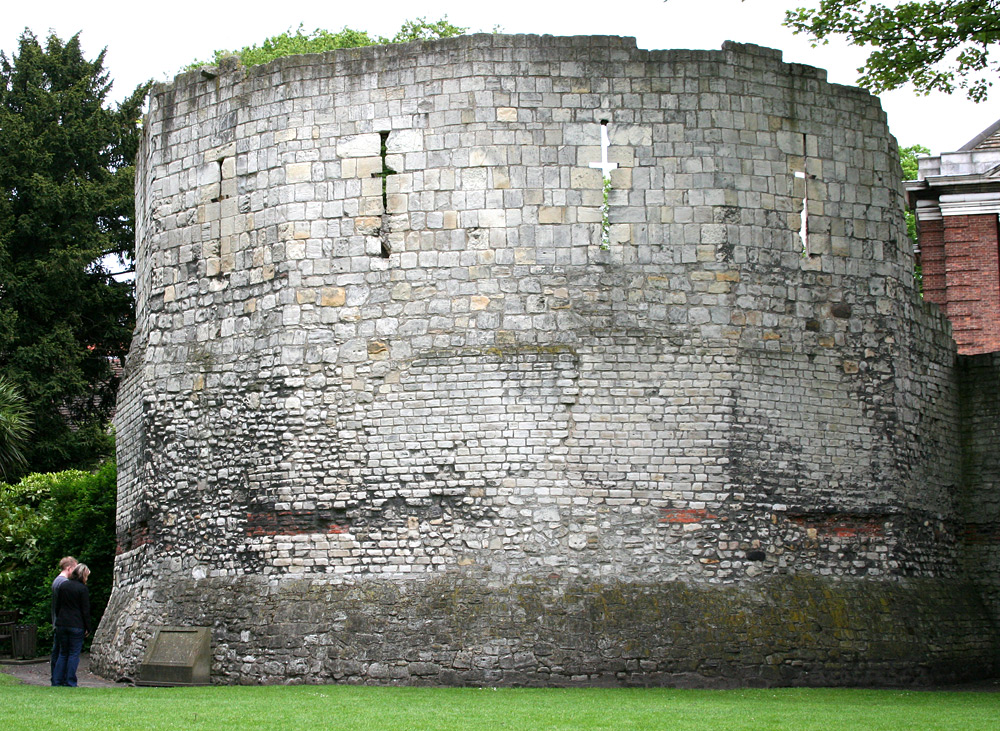
Многоугольная башня

Первые упоминания о Эборакуме (лат. Eboracum) относятся к концу I века. Основанный римлянами, как форт, Эборакум быстро разросся и, будучи важным форпостом Рима в Британии, стал городом. Два года подряд, с 209 по 211, в Эборакуме жил римский император Септимий Север. По его приказу началось строительство восьми многоугольных оборонительных башен-цитадели. Все башни сохранились, однако в почти первозданном виде только одна — Многоугольная башня (англ. The Multangular Tower). Римская кладка (более мелкая) находится снизу, а также под землёй, в культурном слое; поздняя, средневековая, отличается более крупной кладкой и узкими бойницами. У всех башен 10 сторон.
Впрочем многоугольные цитадели существовали и до приказа Септимия Севера. Первый каструм был построен в 71 году для IX легиона Римской армии. Позже, когда окончательно закрепился на месте, походный лагерь на берегу реки Уз площадью 50 гектаров перестроили в постоянный форт. В настоящее время в Йорке можно увидеть 3 участка стен:
- восточный угол, включая многоугольную башню в Музейных садах[англ.];
- северный отрезок;
- участок непосредственно в центре города и у реки.

### Построманское время
В 867 году на Йорк впервые напали датчане. Старые римские укрепления не смогли сдержать наступление неприятеля. датчане уничтожили все башни, кроме многоугольной и возвели новую стену. Это позволило им закрепиться в городе. Впрочем, вскоре викинги ассимилировались.
Большинство крепостных строений в средневековой части города относятся к XII — XIV векам с последующими реставрациями в XIX веке.